# Involutie (celbeweging)

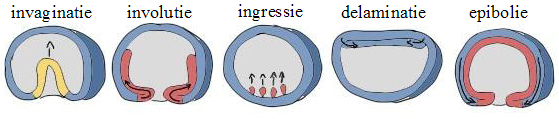
De verschillende celbewegingen tijdens de gastrulatie

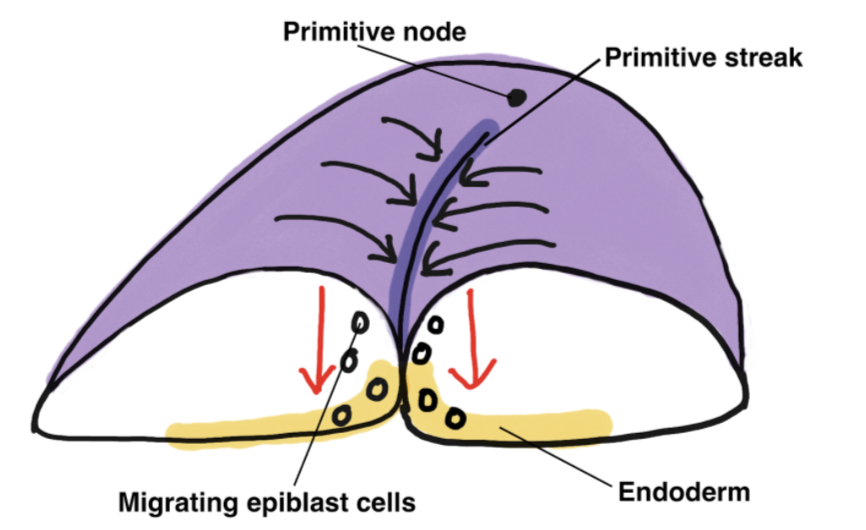
Migratie van epiblastcellen in het zoogdierembryo

Involutie is de migratie van een cellaag naar binnen, waarbij deze over een buitenste laag cellen glijdt. Involutie komt voor bij de gastrulatie tijdens de embryogenese. Dit komt voor bij amfibieën en visembryo's. Een andere situatie doet zich bijvoorbeeld voor bij embryo's van vogels en zoogdieren, waarbij de epiblastcellen individueel en in een langzaam tempo de primaire lichaamsholte binnendringen.

## Zoogdieren
Tijdens gastrulatie ondergaan migrerende epiblastcellen een epitheel-mesenchymale overgang om de cel-celadhesie (E-cadherine) te verliezen, loslaten van de epiblastlaag en migreren over het dorsale oppervlak van de epiblast en vervolgens naar beneden door de primitieve streep. De eerste golf van epiblastcellen die via de primitieve streep binnendringt, dringt de hypoblast binnen en verdringt deze om het embryonale endoderm te worden. De mesodermlaag wordt vervolgens gevormd terwijl migrerende epiblastcellen door de primitieve streep bewegen en zich vervolgens verspreiden in de ruimte tussen het endoderm en de resterende epiblast, die, zodra de mesodermlaag zich heeft gevormd, uiteindelijk het definitieve ectoderm wordt.